# 牂牁镇
牂牁镇，是中华人民共和国贵州省六盤水市六枝特区下辖的一个乡镇级行政单位。
2015年3月27日，贵州省人民政府批复同意六枝特区乡镇行政区划调整，新设置的牂牁镇辖原毛口布依族苗族乡和原中寨苗族彝族布依族乡鲁戛村、扁朝村、兴隆村、西拉村，镇人民政府驻西陵村。

## 行政区划
牂牁镇下辖以下地区：
扁朝村、鲁戛村、西拉村、兴隆村、毛口社区、西陵村、牂牁村、沈家村、大冲村、木城村和半坡村。